# The New Church Carpet
The New Church Carpet è un cortometraggio muto del 1911. Il nome del regista non viene riportato.
Robert Brower, che per la Edison aveva girato già altri 6 film, nella sua carriera conta 201 partecipazioni come attore, in gran parte come caratterista.

## Produzione
Il film fu prodotto dalla Edison Company.

## Distribuzione
Distribuito dalla General Film Company, il film uscì nelle sale cinematografiche degli Stati Uniti il 18 luglio 1911.